# Ивановка (Ильинецкий район)
Ивановка (укр. Іванівка) — село на Украине, находится в Дашевской поселковой общине Гайсинского района Винницкой области.
Код КОАТУУ — 0521283406. Население по переписи 2001 года составляет 206 человек. Почтовый индекс — 22741. Телефонный код — 4345.
Занимает площадь 1,2 км².

## История
В 1946 году указом ПВС УССР село Янишевка переименовано в Ивановку. С 2020 находится в Дашевской поселковой общине.

## Адрес местного совета
село Копиевка, ул.Ленина, 104